# نهر سارايو
نهر سارايو (بالإندونيسية: Sungai Serayu)‏ هو نهر في جاوة الوسطى، إندونيسيا. يمتد النهر من الشمال الشرقي إلى الجنوب الغربي ويبلغ طوله حوالي 181 كم، ويعبر خمسة مدن (كابواتن) في وسط جاوا. هم وونوسوبو، بانجارنيغارا، بوربالينغا، بانيوماس، ويصب إلى المحيط الهندي مع مصب يقع في مدينة سيلاكاب .